# Paul Scofield
David Paul Scofield (Birmingham, 21 gennaio 1922 – Brighton, 19 marzo 2008) è stato un attore britannico.

## Biografia
Considerato uno dei più grandi attori shakespeariani, in particolare per le sue interpretazioni di Re Lear, Enrico V e Amleto, nel 1956, a soli 34 anni, fu nominato "Commendatore dell'Ordine dell'Impero britannico". 
Per il cinema, Scofield interpretò il ruolo del protagonista in Re Lear (1971) di Peter Brook, del re Carlo VI di Francia nel film Enrico V (1989) di Kenneth Branagh, e fu il fantasma del padre di Amleto nell'omonimo film (1990) di Franco Zeffirelli.
Fu il sesto attore ad essere segnalato Triple Crown of Acting avendo vinto un Tony Award (1962), un Premio Oscar (1967) e un Premio Emmy (1969). È anche stato uno dei pochi attori ad aver vinto un Tony Award e un Premio Oscar per lo stesso ruolo sia in teatro che in un film (Tommaso Moro in Un uomo per tutte le stagioni).
Morì il 20 marzo 2008 a causa di una leucemia.

## Filmografia
- La principessa di Mendoza (That Lady), regia di Terence Young (1955)
- Scuola di spie (Carve Her Name with Pride), regia di Lewis Gilbert (1958)
- Il treno (The Train), regia di John Frankenheimer e Arthur Penn (1964)
- Un uomo per tutte le stagioni (A Man for All Seasons), regia di Fred Zinnemann (1966)
- Bartleby, regia di Anthony Friedman (1970)
- Re Lear (King Lear), regia di Peter Brook (1971)
- Scorpio, regia di Michael Winner (1973)
- Un equilibrio delicato (A Delicate Balance), regia di Tony Richardson (1973)
- Ill Fares the Land, regia di Bill Bryden (1983) - voce narrante
- Summer Lightning, regia di Paul K. Joyce (1984)
- Nineteen Nineteen, regia di Hugh Brody (1985)
- Quando vennero le balene (When the Whales Came), regia di Clive Rees (1989)
- Enrico V (Henry V), regia di Kenneth Branagh (1989)
- Amleto (Hamlet), regia di Franco Zeffirelli (1990)
- Utz, regia di George Sluizer (1992)
- Genesi: La creazione e il diluvio (Genesis: The Creation and the Flood), regia di Ermanno Olmi – film TV (1994)
- Quiz Show, regia di Robert Redford (1994)
- La seduzione del male (The Crucible), regia di Nicholas Hytner (1996)

## Teatro (parziale)
- Il maggiore Barbara di George Bernard Shaw. Birmingham Repertory Theatre di Birmingham (1942)
- Amleto di William Shakespeare. Birmingham Repertory Theatre di Birmingham (1942)
- Romeo e Giulietta di William Shakespeare. Theatre Royal di Bristol (1943)
- Il racconto d'inverno di William Shakespeare. Birmingham Repertory Theatre di Birmingham (1944)
- Ella si umilia per vincere di Oliver Goldsmith. Birmingham Repertory Theatre di Birmingham (1944)
- Uomo e superuomo di George Bernard Shaw. Birmingham Repertory Theatre di Birmingham (1945)
- Re Giovanni di William Shakespeare. Birmingham Repertory Theatre di Birmingham (1945)
- Cimbelino di William Shakespeare. Royal Shakespeare Theatre di Stratford-upon-Avon (1946)
- Pene d'amor perdute di William Shakespeare. Royal Shakespeare Theatre di Stratford-upon-Avon (1946)
- Enrico V di William Shakespeare. Royal Shakespeare Theatre di Stratford-upon-Avon (1946)
- Come vi piace di William Shakespeare. Royal Shakespeare Theatre di Stratford-upon-Avon (1946)
- Misura per misura di William Shakespeare. Royal Shakespeare Theatre di Stratford-upon-Avon (1946)
- La tragica storia del Dottor Faust di Christopher Marlowe. Royal Shakespeare Theatre di Stratford-upon-Avon (1947)
- La dodicesima notte di William Shakespeare. Royal Shakespeare Theatre di Stratford-upon-Avon (1947)
- Pericle, principe di Tiro di William Shakespeare. Royal Shakespeare Theatre di Stratford-upon-Avon (1947)
- Il mercante di Venezia di William Shakespeare. Royal Shakespeare Theatre di Stratford-upon-Avon (1948)
- Amleto di William Shakespeare. Royal Shakespeare Theatre di Stratford-upon-Avon (1948), Phoenix Theatre di Londra (1953)
- Troilo e Cressida di William Shakespeare. Royal Shakespeare Theatre di Stratford-upon-Avon (1948)
- Otello di William Shakespeare. Royal Shakespeare Theatre di Stratford-upon-Avon (1948)
- Il gabbiano di Anton Čechov. Lyric Theatre di Londra (1948)
- Molto rumore per nulla di William Shakespeare. Phoenix Theatre di Londra (1952)
- La via del mondo di William Congreve. Lyric Theatre di Londra (1953)
- Un uomo per tutte le stagioni di Robert Bolt. Gielgud Theatre di Londra (1960), ANTA Playhouse di Broadway (1961)
- Pene d'amor perdute di William Shakespeare. Festival Theatre di Stratford, Ontario (1961)
- Coriolano di William Shakespeare. Festival Theatre di Stratford, Ontario (1961)
- Re Lear di William Shakespeare. Aldwych Theatre di Londra (1962), Théâtre de la Ville di Parigi (1963), tour britannico (1964)
- Timone d'Atene di William Shakespeare. Royal Shakespeare Theatre di Stratford-upon-Avon (1965)
- L'ispettore generale di Nikolaj Gogol'. Aldwych Theatre di Londra (1966)
- Macbeth di William Shakespeare. Aldwych Theatre di Londra (1967)
- La tempesta di William Shakespeare. Leeds Playhouse di Leeds e Wyndham's Theatre di Londra (1974)
- Volpone di Ben Jonson. National Theatre di Londra (1977)
- Amadeus di Peter Shaffer. National Theatre di Londra (1979)
- Otello di William Shakespeare. National Theatre di Londra (1980)
- Sogno di una notte di mezza estate di William Shakespeare. National Theatre di Londra (1982)
- John Gabriel Borkman di Henrik Ibsen. National Theatre di Londra (1996)

## Riconoscimenti

### Premi cinematografici
- Premio Oscar
  - 1967 – Miglior attore protagonista per Un uomo per tutte le stagioni
  - 1995 – Candidatura Miglior attore non protagonista per Quiz Show
- Golden Globe
  - 1967 – Miglior attore in un film drammatico per Un uomo per tutte le stagioni
  - 1995 – Candidatura Miglior attore non protagonista per La seduzione del male
- Premio BAFTA
  - 1955 – Miglior attore debuttante per La principessa di Mendoza
  - 1968 – Miglior attore britannico per Un uomo per tutte le stagioni
  - 1997 – Miglior attore non protagonista per La seduzione del male
- National Board of Review Award
  - 1966 – Miglior attore protagonista per Un uomo per tutte le stagioni
- New York Film Critics Circle Award
  - 1966 – Miglior attore protagonista per Un uomo per tutte le stagioni
- Kansas City Film Critics Circle Award 
  - 1968 – Miglior attore protagonista per Un uomo per tutte le stagioni
- Moscow International Film Festival
  - 1967 – Miglior attore protagonista per Un uomo per tutte le stagioni
- Primetime Emmy Awards
  - 1969 – Miglior attore protagonista in una miniserie o film per Male of the Species

### Premi teatrali
- Tony Award
  - 1962 – Miglior attore protagonista in un'opera teatrale per Un uomo per tutte le stagioni

## Doppiatori italiani
- Augusto Marcacci in La principessa di Mendoza
- Emilio Cigoli in Scuola di spie
- Giulio Panicali in Il treno
- Giuseppe Rinaldi in Un uomo per tutte le stagioni
- Corrado Gaipa in Scorpio
- Nando Gazzolo in Enrico V
- Enrico Maria Salerno in Amleto
- Sergio Graziani in Quiz Show
- Sergio Rossi in La seduzione del male